# 西域三十六国

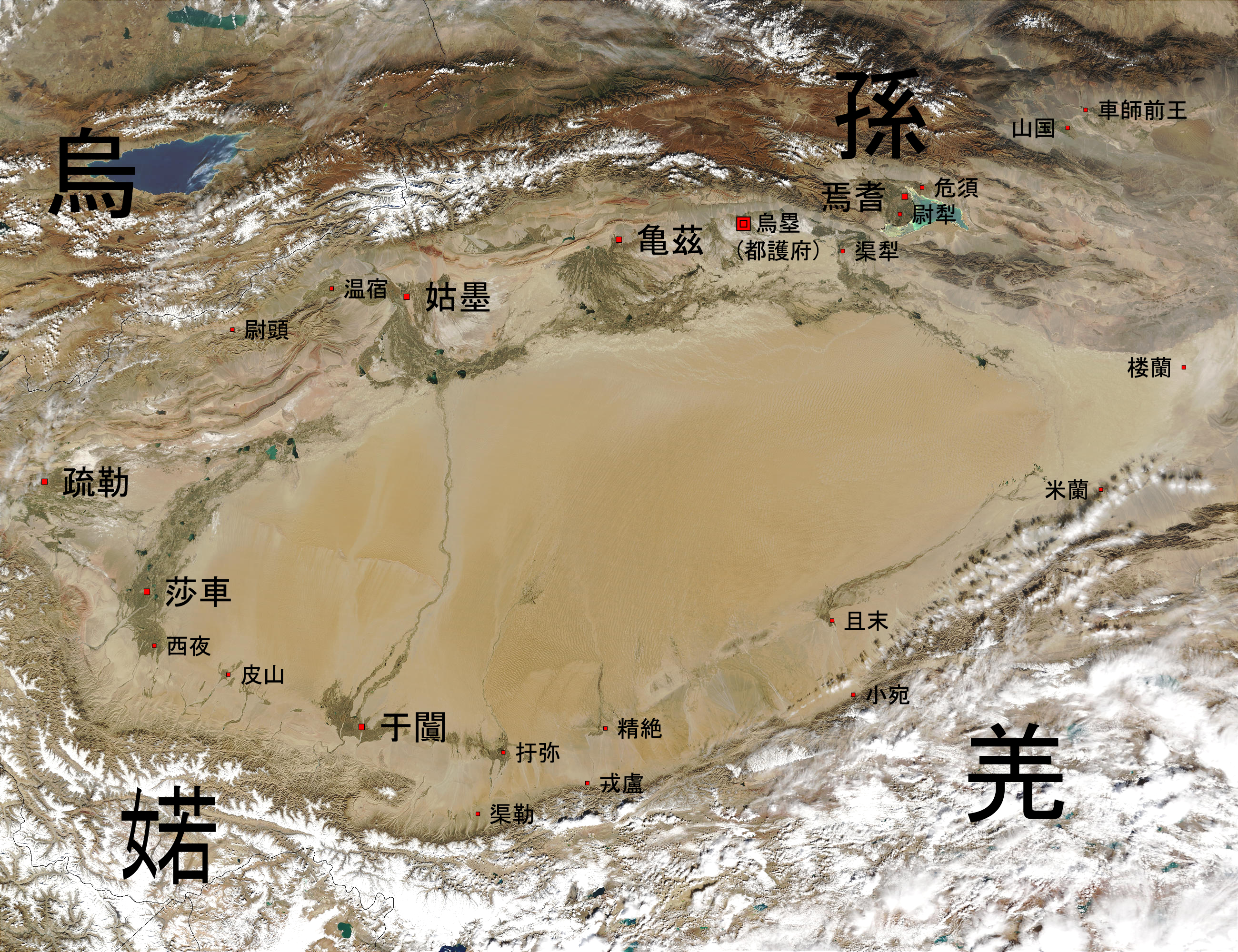
西域三十六国位置

西域三十六國，是西漢接觸西域初期當地的國家數總稱，根據這些聚居點在今天的大致位置可知，主要是環繞在塔里木盆地的山腳綠洲處形成。該數字出自《漢書·西域傳》：「西域以孝武時始通，本三十六國，其後稍分至五十餘，皆在匈奴之西，烏孫之南」。
由於《漢書·西域傳》並未詳列名單，因而有不同說法。亦有學者認為「三十六國」只是概稱，並非實際數字。

## 三十六國名單研究史
「西域三十六國」出自《漢書·西域傳》：
|  | 西域以孝武時始通，本三十六國，其後稍分至五十餘，皆在匈奴之西，烏孫之南。南北有大山，中央有河，東西六千餘里，南北千餘里。東則接漢，厄以玉門、陽關，西則限以蔥嶺。 |

因未詳列三十六國國名，因而有各種不同說法。
東漢荀悅在所著《漢紀·孝武皇帝紀三卷第十二》論及西域時，表示：「西域本三十六國，後分爲五十四國，皆在匈奴之西。」因文中列出二十七個小國及九個次大國國名，雖然隨後又列舉數個國名並簡介之，但後世仍有學者認為荀悅所列小國及次大國合計三十六國，即為西域「本三十六國」名單，並認為他是第一位詳列國名的歷史學家。
就此名單，清徐松在所著《漢書西域傳補註》指出該其不合理之處，主張三十六國應為婼羌國、樓蘭國、且末國、小宛國、精絕國、戎盧國、扜彌國、渠勒國、于闐國、皮山國、烏秅國、西夜國、子合國、蒲犁國、依耐國、無雷國、難兜國、大宛國、桃槐國、休循國、捐毒國、莎車國、疏勒國、尉頭國、姑墨國、溫宿國、龜茲國、尉犁國、危須國、焉耆國、姑師國、墨山國、劫國、狐胡國、渠犁國及烏壘國。
1980年代，歷史地理學者周振鶴在所著《西漢政區地理》中，以漢元帝時西域都護府所轄四十八國，反推出「漢宣帝初建都護府時的三十六個城廓國」為立論基礎，主張三十六國為鄯善（樓蘭更名）、且末、精絕、扜彌、渠勒國、于闐、皮山、莎車、婼羌、小宛、戎盧、烏秅、西夜、子合、蒲犁、依耐、無雷、捐毒、疏勒、尉頭、姑墨、溫宿、龜茲、烏壘、渠犁、尉犁國、危須國、焉耆國、車師前國、車師後國、卑陸、卑陸後國、蒲類、蒲類後國、西且彌及東且彌。其中前二十八國與徐氏所列相同，遭剔除者或因宣帝時已亡（姑師），或因武帝時尚無（墨山、劫、狐胡），或因非屬城廓之國（大宛），或因轄屬他國（難兜），或因在蔥嶺以西（休循、桃槐）。
2006年出版的《丝绸之路大辞典》將“西域三十六国”解釋为西汉时对西域内属诸国及游牧部落的总称，並列舉部分國名，包括分布於塔里木盆地南部邊緣的婼羌、樓蘭、且末、精絕、扜彌、于闐、皮山、莎車等八個「南道諸國」；塔里木盆地北部邊緣的車師、尉犁、焉耆、龜茲、烏壘、姑墨、疏勒等七個「北道諸國」；天山北麓的東、西蒲類及東、西且彌等四國；喀喇昆侖山及昆侖山北麓的西夜、子合兩國；蔥嶺北部的休循、捐毒兩國；合計列舉二十三國。所列者相較於徐氏或周氏名單，皆略有差異。